# Microcalcarifera sitellata
Microcalcarifera sitellata är en fjärilsart som beskrevs av Achille Guenée 1858. Microcalcarifera sitellata ingår i släktet Microcalcarifera och familjen mätare. Inga underarter finns listade i Catalogue of Life.